# Straßmayr (Unterhaching)
Der Straßmayr (Straßmoarhof) war einer der ältesten noch erhaltenen Häuser in Unterhaching und stand unter Denkmalschutz (Denkmal-Nummer: D-1-84-148-6).
Die Hofstelle ist seit 1517 nachgewiesen. Damals war ein Hans Straßmaier Landwirt auf dem Hof. Der Name hatte sich bis in die Gegenwart erhalten. Das Gebäude stammte vermutlich aus dem 18. Jahrhundert und wurde im Sommer 2010 abgebrochen.

## Baubeschreibung

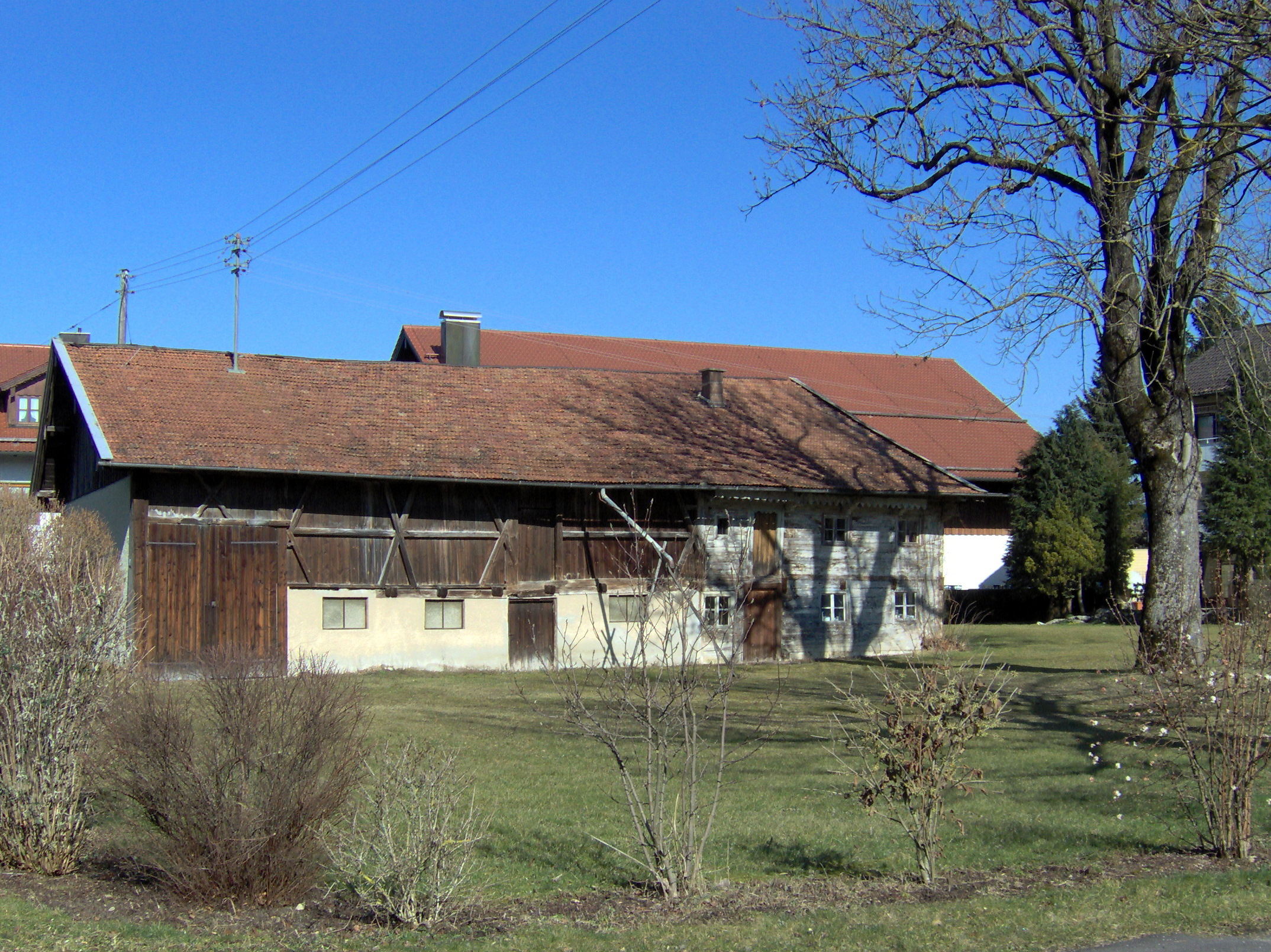
Der Hof im Februar 2007, gesehen aus Süd-Süd-West

Es handelte sich um einen Einfirsthof mit einem zweigeschossigen Blockbau als Wohnteil und einen Wirtschaftsteil. Im Wohnteil war das vollständig erhaltene Gefüge der Blockbautechnik der Außen- und Innenwände vorhanden. Im Gebäude gab es zahlreiche Details aus der Bauzeit, wie geschnitzte Türpfosten und Beschläge der Fenster und Türen. Im Erdgeschoss war die ursprüngliche Rauchhurre vorhanden. Der Wirtschaftsteil war im Erdgeschoss gemauert und zeigte im Obergeschoss Bundwerk. Es gibt keine weiteren Gebäude in Unterhaching mit Bundwerk. Das Dach war unsymmetrisch aufgebaut, der Dachfirst fluchtete nicht mit der Achse der Gebäudemitte, sondern ist auf die Nordseite verschoben. Solche Dächer gibt es noch an weiteren Gebäuden im Hachinger Tal.
Im Jahr 1860 gehörten zum Gebäude ein frei stehender Backofen und ein Branntweinhaus.
Vor dem Jahr 2006  wurde das an der Ost- und Südseite des Wohnteils umlaufende Gangl entfernt. Danach konnte man an der Fassade noch die bündig abgeschnittenen Kragbalken erkennen.

### Datierung
Der ehemalige Eintrag in der Denkmalliste spricht von einem Gebäude aus der zweiten Hälfte des 18. Jahrhunderts. Im Jahr 1760 verschärft Kurfürst Max III. Joseph den Brandschutz. Rauchhurren sind nicht mehr zulässig. 

## Geschichte
Das Gebäude war seit 1650 bis zum Abbruch im Besitz der gleichen Familie. Im Jahr 1841 löst der Landwirt Joseph Kottmüller das Obereigentum des Reichsgrafen von Zech ab. Im Jahr 1882 verzieht die Familie Kottmüller auf den sogenannten Hauserbauerhof (alte Hausnummer 2 – heute Hauptstraße 30) in Unterhaching und vermietet den Straßmayr-Hof.
Das Gebäude wurde seit Jahren nicht mehr bewohnt. Die Eigentümer verwendeten das Gebäude als Abstellraum. Im Jahr 1984 sprach die Besitzerin die Gemeinde Unterhaching an, um eine Lösung für den Straßmayr-Hof zu finden. In den folgenden Jahren lehnte die Gemeinde mehrmals eine Verlegung des Gebäudes ab. Sie argumentierte damit, dass das ortstypische Gebäude nicht verlegt werden sollte. Im Jahr 1993 untersuchte das Bayerische Landesamt für Denkmalpflege das Gebäude und kam zu dem Schluss, dass das Gebäude abgerissen werden sollte. Es hob jedoch den Denkmalstatus des Gebäudes nicht auf und schien sich später auch wieder anders entschieden zu haben. Im Sommer des Jahres 2008 lehnte der Bauausschuss der Gemeinde Unterhaching eine Abbruch-Anfrage der Eigentümerin ab. Im Sommer 2010 erlaubte die 9. Kammer des Bayerischen Verwaltungsgerichts München den Abriss des Straßmayr-Hofes. Die Besitzerin hatte eine Untätigkeitsklage gegen den Bayerischen Staat geführt. Die Denkmalschützer erhielten sechs Wochen Frist für eine Verlegung des Hofes. Am 22. September 2010 wurde das Gebäude abgerissen.
Mitte 2012 begann ein örtlicher Bauträger mit der Errichtung von Mehrfamilienhäusern auf dem Grundstück. Nach Abtragen der Grasnarbe waren Archäologen mehrere Monate mit Grabungen am Grundstück beschäftigt. Der Baubeginn verzögerte sich damit bis zum Jahreswechsel 2012/13.